# トキワ松学園中学校・高等学校
トキワ松学園中学校・高等学校（ときわまつがくえんちゅうがっこう・こうとうがっこう）は東京都目黒区碑文谷四丁目に所在し、中高一貫教育を提供する私立女子中学校・高等学校。高等学校においては、中学校からの入学者と高等学校からの入学者を第1学年から混合クラスを編成する併設混合型中高一貫校。
同校は、横浜美術大学（共学）（横浜市青葉区）とトキワ松学園小学校（共学）を併設している。

## 沿革
- 1916年（大正5年）
  - 三角錫子が常磐松女学校として東京都渋谷区常磐松御料地（現在の渋谷区東一丁目）に設立。
- 1945年（昭和20年）
  - アメリカ軍による空襲を受け校舎焼失
- 1947年（昭和22年）
  - 新制常磐松中学校開校
- 1948年（昭和23年）
  - 東京都目黒区碑文谷に木造平屋建て校舎落成。新制常磐松高等学校開校。
- 1949年（昭和24年）
  - トキワ松学園中学生達からの手紙により、インドのジャワハルラール・ネルー首相より上野動物園に小象インディラが贈られる。
- 1951年（昭和26年）
  - 学校法人トキワ松学園となる。校歌が校友会により選定される。トキワ松学園小学校開校。
- 1952年（昭和27年）
  - スキー学校始まる。
- 1955年（昭和30年）
  - 鉄筋4階建ての新校舎落成。
- 1957年（昭和32年）
  - 第1回音楽コンクール行われる。
- 1960年（昭和35年）
  - 第1回トキワ祭、バザー行われる。
- 1966年（昭和41年）
  - 学園創立50周年を期してトキワ松学園女子短期大学（現横浜美術大学）造形美術科を神奈川県横浜市港北区（当時）に開学。
- 1979年（昭和54年）
  - 中高「朝の読書」が始まる
- 1986年（昭和61年）
  - 中高ブリティッシュスタイルの新制服採用
- 1988年（昭和63年）
  - 私学教育研究所の助成により英語科が作成したGrammar Textbook-Basic Uses of English BookI・IIがELEC賞受賞
- 1989年（平成1年）
  - 英語科が作成したGrammar Textbook-Basic Uses of English BookI・IIがLongman社から出版される
- 1991年（平成3年）
  - 英語科教員の指導書「HELP YOURSELF」（Oral Communicationのための教材と指導法の研究成果をまとめた書）が本学園英語科の制作により出版（河源社）
- 1995年（平成7年） 
  - トキワ松学園女子短期大学からトキワ松学園横浜美術短期大学へ校名変更
- 1996年（平成8年） 
  - 女子短期大学に専攻科・造形美術専攻（大学評価・学位授与機構認定）を設置。
- 1997年（平成9年） 
  - 日本の学校教育で初めて「プロジェクト・アドベンチャー（PA）」を導入。（中高）
  - 美術・文Ⅰ・文Ⅱ・理系の類型制スタート
- 2000年（平成12年） 
  - 小学校・中学校・高等学校目黒校舎完成
- 2001年（平成13年） 
  - 女子短期大学を男女共学化し、横浜美術短期大学へ校名変更。
- 2004年（平成16年）
- 制服マイナーチェンジ、夏用スカート、パンツスタイル採用]
- 2008年（平成20年）
- 目黒校舎に新体育館・室内プール竣工。クライミングウォールなどのPA施設を体育館内に常設
- 2010年（平成22年）
- 併設の大学として横浜美術大学開学。トキワ松学園高等学校からの特別推薦実施
- 2011年（平成23年）
  - 図書教育に対して文部科学大臣から「子どもの読書活動優秀実践校」として表彰される
- 夏の制服にポロシャツを採用
- 2012年（平成24年） 
  - 美術・特別進学・文系進学・理系進学のコース制スタート
- 2013年（平成25年） 
  - 「イギリス研修」に加え、「ワシントン国際教養プログラム」「オーストラリアターム留学」スタート
  - 高校二年生政治経済の授業で企業とコラボした「商品開発」の授業スタート　初年度は亀屋万年堂とコラボ
- 2014年（平成26年）
  - ユネスコスクールに認定される
  - 育てる女性像を「探究女子」と決定
  - 高校二年生政治経済の「商品開発」授業で亀屋万年堂とコラボして開発した「ドライフルーツ大福」が商品化され東横線沿線で販売される
- 2015年（平成27年）
  - 高等教育機関ネットワーク“Navitas”と提携し、5ヶ国25大学への特別推薦制度を導入
  - 創立100周年記念プレイベント「さかなクンVS金魚博士」の講演会開催
  - さかなクンによりダンゴウオがトキワ松学園のスクールフィッシュとなる
- 2016年（平成28年）
  - トキワ松学園100周年
  - 在校生によりスクールフィッシュの愛称が「だんギョ松」と決定
  - 創立100周年記念いのちの講演会」樋野興夫氏講演会「がん哲学外来から～いのちの尊さを考える～」
  - 創立100周年を記念し生徒会提案のカーディガン・リュックサック・リボンが制服のオプションとして採用される
  - 「六番町くらぶ」の協力を得て、コンサート・講演会などのチャリティーイベントを校内で定期的に開催することを決定
  - 第45回「素人金魚名人戦」をトキワ松学園で開催。今後毎年7月に学園内を会場として開催予定となる
- 2017年（平成29年）
  - 「美術コース」が「美術デザインコース」に名称変更
  - 論理的思考力と表現力を鍛える新授業「思考と表現」が中学1年生でスタート
  - 創立100周年記念新カフェテリア・横浜美術大学ギャラリーオープン
- 2018年（平成30年）
  - 論理的思考力と表現力を鍛える新授業「思考と表現」が高校1年生でスタート
  - ニューヨーク近代美術館で開発されたVTS（Visual Thinking Strategies）の教育法の実施開始
  - みどり会（同窓会）設立100周年記念美術展開催
  - みどり会により「三角錫子奨学金制度」（対象学年：高校2年生及び3年生）が創設される
- 2019年（令和元年）
  - 高校2年生政治・経済の「商品開発」授業でゼブラとコラボして開発した「サラサセレクト ソフトグリップ」が、全国の文具取扱店で発売開始[2]
- 2020年（令和2年）
  - 夏期の「ワシントン国際教養プログラム」を現地美大教授の指導、メトロポリタン美術館見学などの「アメリカアート研修」に変更
  - コロナ禍の中、一人一台のタブレット端末などを使用してオンライン授業実施
- 2022年（令和4年）
  - 「美術デザインコース」と「文理探究コース（英語アドバンスと英語スタンダード）」にコースを再編

## 交通
出典 : 
電車
- 東急東横線都立大学駅より徒歩8分

バス
| 乗車駅 | 系統             | 下車停留所                  | 運行事業者 |
| ------ | ---------------- | --------------------------- | ---------- |
| 目黒駅 | 黒02・黒07・東98 | 「碑文谷警察署前」、徒歩1分 | ■東急      |
| 目黒駅 | 黒01             | 「平町」、徒歩3分           | ■東急      |
| 大森駅 | 森91             | 「日丘橋」、徒歩3分         | ■東急      |

## 著名な卒業生
- 丸山ひでみ - 女優
- 前田悦智子 - 元バレーボール選手、モントリオールオリンピック金メダリスト
- 山本聖子 - 元女子レスリング世界選手権チャンピオン、夫はダルビッシュ有、山本美憂の妹、山本KID徳郁は兄（トキワ松学園小学校卒業）
- 中谷眞喜子 - バイリンガルフリーアナウンサー
- 能村堆子 - 生物物理学者、お茶の水女子名誉教授
- 森瑤子 - 小説家、脚本家、翻訳家（昭和53年すばる文学賞受賞）
- 大石芳野 - 報道写真家、1981年「無告の民」で日本写真家協会賞受賞　2001年「ベトナム凛と」で土門拳賞受賞　世界平和アピール七人委員会委員
- 国井律子 - エッセイスト（旅行・アウトドア）
- 三田ゆう子 - 声優　『Dr.スランプ アラレちゃん』の摘鶴燐、『悪魔くん』の悪魔くん、『忍者ハットリくん』のハットリシンゾウ、『うる星やつら』の弁天、『めぞん一刻』の六本木朱美、『ゲゲゲの鬼太郎（第3作）』のネコ娘、『ドラゴンクエスト アベル伝説』のデイジィなど多数出演
- 坂本里咲 - 女優、劇団四季で「女房学校」「美女と野獣」など主役多数
- 山本美憂 - 元女子レスリング世界選手権チャンピオン（途中留学のため転学）
- Lia - 歌手、2011年グラミー賞「最優秀クラシック・クロスオーヴァー・アルバム賞」受賞。